# Heartland FC
Heartland Football Club este un club de fotbal Nigeria cu sediul în Owerri. Echipa concurează în prima ligă, primul eșalon al fotbalului nigerian.

## Istoria clubului
Clubul a fost fondat ca Spartans FC în 1976, cunoscut mai târziu ca Iwuanyanwu Nationale din 1985 până în 2006. Primul lor meci internațional a fost un amical disputat împotriva lui Ararat Erevan al URSS, pe care Spartans l-a câștigat cu 2-0 pe stadionul Township, Tetlow Road, Owerri, în august 1976. Spartans FC a fost susținut de guvernul statului Imo, care însuși fusese fondat în 1976, și a avut sprijinul administrației de stat, inclusiv al armatei statului. Spartans FC a jucat meciuri pe Old Owerri Stadium.
Spartans FC a fost redenumită Iwuanyanwu Nationale FC în 1985, după o schimbare cu succes a proprietății de la Guvernul statului Imo la șef Emmanuel Iwuanyanwu. Iwuanyanwu Nationale s-a angajat într-un tur de antrenament de 3 săptămâni în Brazilia în ianuarie 1986. În acel sezon, Nationale a terminat pe locul secund în topul ligii nigeriene.
Sfârșitul anilor 1980 a fost cel mai de succes perioadă din istoria clubului, când au câștigat patru campionate consecutive din 1987 până în 1990. Au ajuns în finala Cupei Africii a Cluburilor Campionilor din 1988 și a Ligii Campionilor CAF 2009, primul turneu continental african al cluburilor. În acest timp, clubul a prezentat câțiva jucători ai echipei naționale nigeriene, cum ar fi Thompson Oliha, Benedict Iroha și Uche Okechukwu. Rivalele lor locale sunt Enyimba Internațional și Enugu Rangers.